# Temporada da United SportsCar Championship de 2014
A Temporada da United SportsCar Championship de 2014 foi a primeira da da história.

## Calendário
| #  | Grande Prêmio                        | Duração                  | Classes       | Circuito                           | Local                         | Data             |
| -- | ------------------------------------ | ------------------------ | ------------- | ---------------------------------- | ----------------------------- | ---------------- |
| 1  | Rolex 24 at Daytona                  | 24 horas                 | Todas         | Daytona International Speedway     | Daytona Beach, Flórida        | 25–26 de Janeiro |
| 2  | Mobil 1 Twelve Hours of Sebring      | 12 horas                 | Todas         | Sebring International Raceway      | Sebring, Flórida              | 15 de Março      |
| 3  | Tequila Patrón Sports Car Showcase   | 1 hora 40 minutos        | P e GTLM      | Long Beach Street Circuit          | Long Beach, Califórnia        | 12 de Abril      |
| 4  | Continental Tire Monterey Grand Prix | 2 horas                  | Todas         | Mazda Raceway Laguna Seca          | Monterey, Califórnia          | 4 de Maio        |
| 5  | Chevrolet Sports Car Classic         | 1 hora 40 minutos        | P e GTD       | The Raceway on Belle Isle          | Detroit, Michigan             | 31 de Maio       |
| 6  | Grand Prix of Kansas                 | 2 x 45-minutos segmentos | PC1           | Kansas Speedway                    | Kansas City, Kansas           | 7 de Junho       |
| 7  | Sahlen's Six Hours of The Glen       | 6 horas                  | Todas         | Watkins Glen International Raceway | Watkins Glen, Nova York       | 29 de Junho      |
| 8  | Mobil 1 SportsCar Grand Prix         | 2 horas 45 minutos       | P, GTLM e GTD | Canadian Tire Motorsport Park      | Bowmanville, Ontário (Canadá) | 13 de Julho      |
| 9  | Brickyard Grand Prix                 | 2 horas 45 minutos       | Todas         | Indianapolis Motor Speedway        | Speedway, Indiana             | 25 de Julho      |
| 10 | Continental Tire Road Race Showcase  | 2 horas 45 minutos       | Todas         | Road America                       | Elkhart Lake, Wisconsin       | 10 de Agosto     |
| 11 | Oak Tree Grand Prix                  | 2 x 45-minutos segmentos | PC1           | Virginia International Raceway     | Alton, Virgínia               | 24 de Agosto     |
| 11 | Oak Tree Grand Prix                  | 2 horas 45 minutos       | GTLM e GTD    | Virginia International Raceway     | Alton, Virgínia               | 24 de Agosto     |
| 12 | Lone Star Le Mans                    | 2 horas 45 minutos       | Todas         | Circuito das Américas              | Austin, Texas                 | 20 de Setembro   |
| 13 | Petit Le Mans                        | 10 horas                 | Todas         | Road Atlanta                       | Braselton, Geórgia            | 4 de Outubro     |

## Entradas
Em 6 de dezembro de 2013, a IMSA divulgou as listas de entrada para a temporada de 2014, confirmando entradas com status de temporada completa e parcial, além de revelar entradas alternativas para várias classes devido a um campo de excesso de inscrições.

### Prototype
All entries use Continental tyres.
| Equipes                      | Chassis                             | Motores                                                       | No. | Pilotos               | Corridas            | Info                        |
| ---------------------------- | ----------------------------------- | ------------------------------------------------------------- | --- | --------------------- | ------------------- | --------------------------- |
| DeltaWing Racing Cars        | DeltaWing DWC13                     | Élan (Mazda) 1.9 L I4 Turbo                                   | 0   | Katherine Legge       | 1–2, 4, 7–8, 10, 13 | [ 6 ]                       |
| DeltaWing Racing Cars        | DeltaWing DWC13                     | Élan (Mazda) 1.9 L I4 Turbo                                   | 0   | Andy Meyrick          | 1–2, 4, 8, 10, 13   | [ 6 ]                       |
| DeltaWing Racing Cars        | DeltaWing DWC13                     | Élan (Mazda) 1.9 L I4 Turbo                                   | 0   | Gabby Chaves          | 1–2, 7, 13          | [ 6 ]                       |
| DeltaWing Racing Cars        | DeltaWing DWC13                     | Élan (Mazda) 1.9 L I4 Turbo                                   | 0   | Alexander Rossi       | 1                   | [ 6 ]                       |
| Extreme Speed Motorsports    | HPD ARX-03b                         | Honda HR28TT 2.8 L V6 Turbo                                   | 1   | Ryan Dalziel          | 1–5, 7–10           | [ 7 ]                       |
| Extreme Speed Motorsports    | HPD ARX-03b                         | Honda HR28TT 2.8 L V6 Turbo                                   | 1   | Scott Sharp           | 1–5, 7–10           | [ 7 ]                       |
| Extreme Speed Motorsports    | HPD ARX-03b                         | Honda HR28TT 2.8 L V6 Turbo                                   | 1   | David Brabham         | 1–2                 | [ 7 ]                       |
| Extreme Speed Motorsports    | HPD ARX-03b                         | Honda HR28TT 2.8 L V6 Turbo                                   | 2   | Ed Brown              | 1–5, 7–10, 12       | [ 8 ]                       |
| Extreme Speed Motorsports    | HPD ARX-03b                         | Honda HR28TT 2.8 L V6 Turbo                                   | 2   | Johannes van Overbeek | 1–5, 7–10, 12       | [ 8 ]                       |
| Extreme Speed Motorsports    | HPD ARX-03b                         | Honda HR28TT 2.8 L V6 Turbo                                   | 2   | Simon Pagenaud        | 1–2                 | [ 8 ]                       |
| Extreme Speed Motorsports    | HPD ARX-03b                         | Honda HR28TT 2.8 L V6 Turbo                                   | 2   | Anthony Lazzaro       | 1, 7                | [ 8 ]                       |
| Action Express Racing        | Coyote Corvette DF                  | Chevrolet 5.5L V8                                             | 5   | João Barbosa          | Todas               | [ 9 ] [ 10 ]                |
| Action Express Racing        | Coyote Corvette DF                  | Chevrolet 5.5L V8                                             | 5   | Christian Fittipaldi  | Todas               | [ 9 ] [ 10 ]                |
| Action Express Racing        | Coyote Corvette DF                  | Chevrolet 5.5L V8                                             | 5   | Sébastien Bourdais    | 1–2, 13             | [ 9 ] [ 10 ]                |
| Action Express Racing        | Coyote Corvette DF                  | Chevrolet 5.5L V8                                             | 5   | Burt Frisselle        | 7                   | [ 9 ] [ 10 ]                |
| Action Express Racing        | Coyote Corvette DF                  | Chevrolet 5.5L V8                                             | 9   | Brian Frisselle       | 1–2, 7, 13          | [ 11 ] [ 12 ]               |
| Action Express Racing        | Coyote Corvette DF                  | Chevrolet 5.5L V8                                             | 9   | Burt Frisselle        | 1–2, 7, 13          | [ 11 ] [ 12 ]               |
| Action Express Racing        | Coyote Corvette DF                  | Chevrolet 5.5L V8                                             | 9   | Fabien Giroix         | 1                   | [ 11 ] [ 12 ]               |
| Action Express Racing        | Coyote Corvette DF                  | Chevrolet 5.5L V8                                             | 9   | John Martin           | 1                   | [ 11 ] [ 12 ]               |
| Action Express Racing        | Coyote Corvette DF                  | Chevrolet 5.5L V8                                             | 9   | Jon Fogarty           | 2, 7, 13            | [ 11 ] [ 12 ]               |
| Muscle Milk Pickett Racing   | Oreca 03                            | Nissan VK45DE 4.5 L V8                                        | 6   | Klaus Graf            | 1–2                 | [ 13 ]                      |
| Muscle Milk Pickett Racing   | Oreca 03                            | Nissan VK45DE 4.5 L V8                                        | 6   | Lucas Luhr            | 1–2                 | [ 13 ]                      |
| Muscle Milk Pickett Racing   | Oreca 03                            | Nissan VK45DE 4.5 L V8                                        | 6   | Alex Brundle          | 1                   | [ 13 ]                      |
| Muscle Milk Pickett Racing   | Oreca 03                            | Nissan VK45DE 4.5 L V8                                        | 6   | Jann Mardenborough    | 2                   | [ 13 ]                      |
| Wayne Taylor Racing          | Dallara Corvette DP                 | Chevrolet 5.5L V8                                             | 10  | Jordan Taylor         | Todas               | [ 14 ]                      |
| Wayne Taylor Racing          | Dallara Corvette DP                 | Chevrolet 5.5L V8                                             | 10  | Ricky Taylor          | Todas               | [ 14 ]                      |
| Wayne Taylor Racing          | Dallara Corvette DP                 | Chevrolet 5.5L V8                                             | 10  | Max Angelelli         | 1–2, 7, 13          | [ 14 ]                      |
| Wayne Taylor Racing          | Dallara Corvette DP                 | Chevrolet 5.5L V8                                             | 10  | Wayne Taylor          | 1                   | [ 14 ]                      |
| Marsh Racing                 | Coyote Corvette DF                  | Chevrolet 5.5L V8                                             | 31  | Eric Curran           | Todas               | [ 15 ] [ 16 ]               |
| Marsh Racing                 | Coyote Corvette DF                  | Chevrolet 5.5L V8                                             | 31  | Boris Said            | 1–5, 7–8, 12–13     | [ 15 ] [ 16 ]               |
| Marsh Racing                 | Coyote Corvette DF                  | Chevrolet 5.5L V8                                             | 31  | Massimiliano Papis    | 1, 13               | [ 15 ] [ 16 ]               |
| Marsh Racing                 | Coyote Corvette DF                  | Chevrolet 5.5L V8                                             | 31  | Bradley Smith         | 1                   | [ 15 ] [ 16 ]               |
| Marsh Racing                 | Coyote Corvette DF                  | Chevrolet 5.5L V8                                             | 31  | Guy Cosmo             | 2, 7                | [ 15 ] [ 16 ]               |
| Marsh Racing                 | Coyote Corvette DF                  | Chevrolet 5.5L V8                                             | 31  | Burt Frisselle        | 9–10                | [ 15 ] [ 16 ]               |
| OAK Racing                   | Morgan LMP2 1–10 Ligier JS P2 12–13 | Nissan VK45DE 4.5 L V8 1–10 Honda HR28TT 2.8 L V6 Turbo 12–13 | 42  | Gustavo Yacamán       | Todas               | [ 17 ] [ 18 ] [ 19 ] [ 20 ] |
| OAK Racing                   | Morgan LMP2 1–10 Ligier JS P2 12–13 | Nissan VK45DE 4.5 L V8 1–10 Honda HR28TT 2.8 L V6 Turbo 12–13 | 42  | Olivier Pla           | 1–3, 5, 8, 10       | [ 17 ] [ 18 ] [ 19 ] [ 20 ] |
| OAK Racing                   | Morgan LMP2 1–10 Ligier JS P2 12–13 | Nissan VK45DE 4.5 L V8 1–10 Honda HR28TT 2.8 L V6 Turbo 12–13 | 42  | Roman Rusinov         | 1                   | [ 17 ] [ 18 ] [ 19 ] [ 20 ] |
| OAK Racing                   | Morgan LMP2 1–10 Ligier JS P2 12–13 | Nissan VK45DE 4.5 L V8 1–10 Honda HR28TT 2.8 L V6 Turbo 12–13 | 42  | Oliver Webb           | 1                   | [ 17 ] [ 18 ] [ 19 ] [ 20 ] |
| OAK Racing                   | Morgan LMP2 1–10 Ligier JS P2 12–13 | Nissan VK45DE 4.5 L V8 1–10 Honda HR28TT 2.8 L V6 Turbo 12–13 | 42  | Alex Brundle          | 2, 4, 7, 12–13      | [ 17 ] [ 18 ] [ 19 ] [ 20 ] |
| OAK Racing                   | Morgan LMP2 1–10 Ligier JS P2 12–13 | Nissan VK45DE 4.5 L V8 1–10 Honda HR28TT 2.8 L V6 Turbo 12–13 | 42  | Ho-Pin Tung           | 7, 9, 13            | [ 17 ] [ 18 ] [ 19 ] [ 20 ] |
| Highway to Help              | Riley Mk XXVI DP                    | Dinan (BMW) 5.0L V8                                           | 50  | Byron DeFoor          | 1–2                 | [ 21 ]                      |
| Highway to Help              | Riley Mk XXVI DP                    | Dinan (BMW) 5.0L V8                                           | 50  | David Hinton          | 1–2                 | [ 21 ]                      |
| Highway to Help              | Riley Mk XXVI DP                    | Dinan (BMW) 5.0L V8                                           | 50  | Jim Pace              | 1–2                 | [ 21 ]                      |
| Highway to Help              | Riley Mk XXVI DP                    | Dinan (BMW) 5.0L V8                                           | 50  | Frank Beck            | 1                   | [ 21 ]                      |
| Michael Shank Racing         | Ford EcoBoost Riley DP              | Ford Ecoboost 3.5 L V6 Turbo                                  | 60  | Oswaldo Negri, Jr.    | Todas               | [ 21 ] [ 22 ]               |
| Michael Shank Racing         | Ford EcoBoost Riley DP              | Ford Ecoboost 3.5 L V6 Turbo                                  | 60  | John Pew              | Todas               | [ 21 ] [ 22 ]               |
| Michael Shank Racing         | Ford EcoBoost Riley DP              | Ford Ecoboost 3.5 L V6 Turbo                                  | 60  | Justin Wilson         | 1–2                 | [ 21 ] [ 22 ]               |
| Michael Shank Racing         | Ford EcoBoost Riley DP              | Ford Ecoboost 3.5 L V6 Turbo                                  | 60  | A. J. Allmendinger    | 1                   | [ 21 ] [ 22 ]               |
| SpeedSource                  | Mazda Prototype                     | Mazda 2.2 L SKYACTIV-D (SH-VPTS) I4 Turbo (diesel)            | 70  | Tom Long              | Todas               | [ 23 ] [ 24 ]               |
| SpeedSource                  | Mazda Prototype                     | Mazda 2.2 L SKYACTIV-D (SH-VPTS) I4 Turbo (diesel)            | 70  | Sylvain Tremblay      | Todas               | [ 23 ] [ 24 ]               |
| SpeedSource                  | Mazda Prototype                     | Mazda 2.2 L SKYACTIV-D (SH-VPTS) I4 Turbo (diesel)            | 70  | James Hinchcliffe     | 1                   | [ 23 ] [ 24 ]               |
| SpeedSource                  | Mazda Prototype                     | Mazda 2.2 L SKYACTIV-D (SH-VPTS) I4 Turbo (diesel)            | 70  | Ben Devlin            | 2, 7, 13            | [ 23 ] [ 24 ]               |
| SpeedSource                  | Mazda Prototype                     | Mazda 2.2 L SKYACTIV-D (SH-VPTS) I4 Turbo (diesel)            | 07  | Joel Miller           | Todas               | [ 23 ] [ 24 ]               |
| SpeedSource                  | Mazda Prototype                     | Mazda 2.2 L SKYACTIV-D (SH-VPTS) I4 Turbo (diesel)            | 07  | Tristan Nunez         | Todas               | [ 23 ] [ 24 ]               |
| SpeedSource                  | Mazda Prototype                     | Mazda 2.2 L SKYACTIV-D (SH-VPTS) I4 Turbo (diesel)            | 07  | Tristan Vautier       | 1–2, 7, 13          | [ 23 ] [ 24 ]               |
| Starworks Motorsport         | Riley Mk XXVI DP                    | Dinan (BMW) 5.0L V8 1 Honda HR35TT 3.5 L V6 Turbo 2, 10       | 78  | Scott Mayer           | 1–2, 10             | [ 25 ] [ 26 ]               |
| Starworks Motorsport         | Riley Mk XXVI DP                    | Dinan (BMW) 5.0L V8 1 Honda HR35TT 3.5 L V6 Turbo 2, 10       | 78  | Alex Popow            | 1–2                 | [ 25 ] [ 26 ]               |
| Starworks Motorsport         | Riley Mk XXVI DP                    | Dinan (BMW) 5.0L V8 1 Honda HR35TT 3.5 L V6 Turbo 2, 10       | 78  | Sebastián Saavedra    | 1–2                 | [ 25 ] [ 26 ]               |
| Starworks Motorsport         | Riley Mk XXVI DP                    | Dinan (BMW) 5.0L V8 1 Honda HR35TT 3.5 L V6 Turbo 2, 10       | 78  | Ernesto Viso          | 1–2                 | [ 25 ] [ 26 ]               |
| Starworks Motorsport         | Riley Mk XXVI DP                    | Dinan (BMW) 5.0L V8 1 Honda HR35TT 3.5 L V6 Turbo 2, 10       | 78  | Brendon Hartley       | 1                   | [ 25 ] [ 26 ]               |
| Starworks Motorsport         | Riley Mk XXVI DP                    | Dinan (BMW) 5.0L V8 1 Honda HR35TT 3.5 L V6 Turbo 2, 10       | 78  | James Hinchcliffe     | 10                  | [ 25 ] [ 26 ]               |
| Spirit of Daytona Racing     | Coyote Corvette DF                  | Chevrolet 5.5L V8                                             | 90  | Michael Valiante      | Todas               | [ 15 ] [ 27 ]               |
| Spirit of Daytona Racing     | Coyote Corvette DF                  | Chevrolet 5.5L V8                                             | 90  | Richard Westbrook     | Todas               | [ 15 ] [ 27 ]               |
| Spirit of Daytona Racing     | Coyote Corvette DF                  | Chevrolet 5.5L V8                                             | 90  | Mike Rockenfeller     | 1–2, 13             | [ 15 ] [ 27 ]               |
| GAINSCO/Bob Stallings Racing | Riley Corvette DP                   | Chevrolet 5.5L V8                                             | 99  | Jon Fogarty           | 1                   | [ 28 ]                      |
| GAINSCO/Bob Stallings Racing | Riley Corvette DP                   | Chevrolet 5.5L V8                                             | 99  | Memo Gidley           | 1                   | [ 28 ]                      |
| GAINSCO/Bob Stallings Racing | Riley Corvette DP                   | Chevrolet 5.5L V8                                             | 99  | Alex Gurney           | 1                   | [ 28 ]                      |
| GAINSCO/Bob Stallings Racing | Riley Corvette DP                   | Chevrolet 5.5L V8                                             | 99  | Darren Law            | 1                   | [ 28 ]                      |
| Chip Ganassi Racing          | Ford EcoBoost Riley DP              | Ford Ecoboost 3.5 L V6 Turbo                                  | 01  | Scott Pruett          | Todas               | [ 29 ]                      |
| Chip Ganassi Racing          | Ford EcoBoost Riley DP              | Ford Ecoboost 3.5 L V6 Turbo                                  | 01  | Memo Rojas            | 1–5, 7–8, 10, 12–13 | [ 29 ]                      |
| Chip Ganassi Racing          | Ford EcoBoost Riley DP              | Ford Ecoboost 3.5 L V6 Turbo                                  | 01  | Sage Karam            | 1, 7, 9             | [ 29 ]                      |
| Chip Ganassi Racing          | Ford EcoBoost Riley DP              | Ford Ecoboost 3.5 L V6 Turbo                                  | 01  | Jamie McMurray        | 1                   | [ 29 ]                      |
| Chip Ganassi Racing          | Ford EcoBoost Riley DP              | Ford Ecoboost 3.5 L V6 Turbo                                  | 01  | Marino Franchitti     | 2                   | [ 29 ]                      |
| Chip Ganassi Racing          | Ford EcoBoost Riley DP              | Ford Ecoboost 3.5 L V6 Turbo                                  | 01  | Scott Dixon           | 13                  | [ 29 ]                      |
| Chip Ganassi Racing          | Ford EcoBoost Riley DP              | Ford Ecoboost 3.5 L V6 Turbo                                  | 02  | Scott Dixon           | 1–2                 | [ 8 ]                       |
| Chip Ganassi Racing          | Ford EcoBoost Riley DP              | Ford Ecoboost 3.5 L V6 Turbo                                  | 02  | Tony Kanaan           | 1–2                 | [ 8 ]                       |
| Chip Ganassi Racing          | Ford EcoBoost Riley DP              | Ford Ecoboost 3.5 L V6 Turbo                                  | 02  | Marino Franchitti     | 1                   | [ 8 ]                       |
| Chip Ganassi Racing          | Ford EcoBoost Riley DP              | Ford Ecoboost 3.5 L V6 Turbo                                  | 02  | Kyle Larson           | 1                   | [ 8 ]                       |
| Chip Ganassi Racing          | Ford EcoBoost Riley DP              | Ford Ecoboost 3.5 L V6 Turbo                                  | 02  | Sage Karam            | 2                   | [ 8 ]                       |

### Prototype Challenge
All entries use Continental tyres.
| Equipes                   | Chassis     | Motores                | No. | Pilotos                  | Corridas               | Info                 |
| ------------------------- | ----------- | ---------------------- | --- | ------------------------ | ---------------------- | -------------------- |
| Starworks Motorsport      | Oreca FLM09 | Chevrolet LS3 6.2 L V8 | 7   | Martin Fuentes           | 1, 4, 6–7, 9–13        | [ 32 ]               |
| Starworks Motorsport      | Oreca FLM09 | Chevrolet LS3 6.2 L V8 | 7   | Alex Popow               | 1, 10, 12              | [ 32 ]               |
| Starworks Motorsport      | Oreca FLM09 | Chevrolet LS3 6.2 L V8 | 7   | Kyle Marcelli            | 1, 11                  | [ 32 ]               |
| Starworks Motorsport      | Oreca FLM09 | Chevrolet LS3 6.2 L V8 | 7   | Pierre Kaffer            | 1                      | [ 32 ]               |
| Starworks Motorsport      | Oreca FLM09 | Chevrolet LS3 6.2 L V8 | 7   | Isaac Tutumlu            | 1                      | [ 32 ]               |
| Starworks Motorsport      | Oreca FLM09 | Chevrolet LS3 6.2 L V8 | 7   | Sam Bird                 | 4, 7                   | [ 32 ]               |
| Starworks Motorsport      | Oreca FLM09 | Chevrolet LS3 6.2 L V8 | 7   | Ryan Dalziel             | 6                      | [ 32 ]               |
| Starworks Motorsport      | Oreca FLM09 | Chevrolet LS3 6.2 L V8 | 7   | John Martin              | 9–10, 12–13            | [ 32 ]               |
| Starworks Motorsport      | Oreca FLM09 | Chevrolet LS3 6.2 L V8 | 7   | Ryan Eversley            | 13                     | [ 32 ]               |
| Starworks Motorsport      | Oreca FLM09 | Chevrolet LS3 6.2 L V8 | 7   | Adam Merzon              | 13                     | [ 32 ]               |
| Starworks Motorsport      | Oreca FLM09 | Chevrolet LS3 6.2 L V8 | 8   | Renger van der Zande     | Todas                  | [ 32 ]               |
| Starworks Motorsport      | Oreca FLM09 | Chevrolet LS3 6.2 L V8 | 8   | Sam Bird                 | 1–2                    | [ 32 ]               |
| Starworks Motorsport      | Oreca FLM09 | Chevrolet LS3 6.2 L V8 | 8   | Mirco Schultis           | 1, 4, 6–7, 9–13        | [ 32 ]               |
| Starworks Motorsport      | Oreca FLM09 | Chevrolet LS3 6.2 L V8 | 8   | Eric Lux                 | 1                      | [ 32 ]               |
| Starworks Motorsport      | Oreca FLM09 | Chevrolet LS3 6.2 L V8 | 8   | David Cheng              | 2                      | [ 32 ]               |
| Starworks Motorsport      | Oreca FLM09 | Chevrolet LS3 6.2 L V8 | 8   | Martin Fuentes           | 2                      | [ 32 ]               |
| Starworks Motorsport      | Oreca FLM09 | Chevrolet LS3 6.2 L V8 | 8   | John Martin              | 13                     | [ 32 ]               |
| Starworks Motorsport      | Oreca FLM09 | Chevrolet LS3 6.2 L V8 | 8   | Alex Popow               | 13                     | [ 32 ]               |
| 8Star Motorsports         | Oreca FLM09 | Chevrolet LS3 6.2 L V8 | 25  | Tom Kimber-Smith         | 1–2, 13                | [ 33 ]               |
| 8Star Motorsports         | Oreca FLM09 | Chevrolet LS3 6.2 L V8 | 25  | Michael Marsal           | 1–2                    | [ 33 ]               |
| 8Star Motorsports         | Oreca FLM09 | Chevrolet LS3 6.2 L V8 | 25  | Robert Huff              | 1                      | [ 33 ]               |
| 8Star Motorsports         | Oreca FLM09 | Chevrolet LS3 6.2 L V8 | 25  | Enzo Potolicchio         | 1                      | [ 33 ]               |
| 8Star Motorsports         | Oreca FLM09 | Chevrolet LS3 6.2 L V8 | 25  | Sean Rayhall             | 2, 4, 6–7, 9–13        | [ 33 ]               |
| 8Star Motorsports         | Oreca FLM09 | Chevrolet LS3 6.2 L V8 | 25  | Eric Lux                 | 2, 7, 13               | [ 33 ]               |
| 8Star Motorsports         | Oreca FLM09 | Chevrolet LS3 6.2 L V8 | 25  | Luis Díaz                | 4, 6–7, 9–12           | [ 33 ]               |
| Performance Tech          | Oreca FLM09 | Chevrolet LS3 6.2 L V8 | 38  | David Ostella            | Todas                  | [ 24 ] [ 34 ]        |
| Performance Tech          | Oreca FLM09 | Chevrolet LS3 6.2 L V8 | 38  | Raphael Matos            | 1–2                    | [ 24 ] [ 34 ]        |
| Performance Tech          | Oreca FLM09 | Chevrolet LS3 6.2 L V8 | 38  | Júlio Campos             | 1                      | [ 24 ] [ 34 ]        |
| Performance Tech          | Oreca FLM09 | Chevrolet LS3 6.2 L V8 | 38  | Gabriel Casagrande       | 1                      | [ 24 ] [ 34 ]        |
| Performance Tech          | Oreca FLM09 | Chevrolet LS3 6.2 L V8 | 38  | Tomy Drissi              | 1                      | [ 24 ] [ 34 ]        |
| Performance Tech          | Oreca FLM09 | Chevrolet LS3 6.2 L V8 | 38  | Charlie Shears           | 2, 4                   | [ 24 ] [ 34 ]        |
| Performance Tech          | Oreca FLM09 | Chevrolet LS3 6.2 L V8 | 38  | Mike Hedlund             | 7                      | [ 24 ] [ 34 ]        |
| Performance Tech          | Oreca FLM09 | Chevrolet LS3 6.2 L V8 | 38  | James French             | 9–13                   | [ 24 ] [ 34 ]        |
| Performance Tech          | Oreca FLM09 | Chevrolet LS3 6.2 L V8 | 38  | Jerome Mee               | 13                     | [ 24 ] [ 34 ]        |
| PR1/Mathiasen Motorsports | Oreca FLM09 | Chevrolet LS3 6.2 L V8 | 52  | Gunnar Jeannette         | Todas                  | [ 35 ]               |
| PR1/Mathiasen Motorsports | Oreca FLM09 | Chevrolet LS3 6.2 L V8 | 52  | Frankie Montecalvo       | Todas                  | [ 35 ]               |
| PR1/Mathiasen Motorsports | Oreca FLM09 | Chevrolet LS3 6.2 L V8 | 52  | Mike Guasch              | 1–2                    | [ 35 ]               |
| PR1/Mathiasen Motorsports | Oreca FLM09 | Chevrolet LS3 6.2 L V8 | 52  | David Cheng              | 1                      | [ 35 ]               |
| CORE Autosport            | Oreca FLM09 | Chevrolet LS3 6.2 L V8 | 54  | Jon Bennett              | Todas                  | [ 36 ] [ 37 ]        |
| CORE Autosport            | Oreca FLM09 | Chevrolet LS3 6.2 L V8 | 54  | Colin Braun              | Todas                  | [ 36 ] [ 37 ]        |
| CORE Autosport            | Oreca FLM09 | Chevrolet LS3 6.2 L V8 | 54  | James Gue                | 1–2, 7, 13             | [ 36 ] [ 37 ]        |
| CORE Autosport            | Oreca FLM09 | Chevrolet LS3 6.2 L V8 | 54  | Mark Wilkins             | 1                      | [ 36 ] [ 37 ]        |
| JDC-Miller Motorsports    | Oreca FLM09 | Chevrolet LS3 6.2 L V8 | 85  | Chris Miller             | 2, 4, 6–7, 9–13        | [ 38 ] [ 39 ]        |
| JDC-Miller Motorsports    | Oreca FLM09 | Chevrolet LS3 6.2 L V8 | 85  | Stephen Simpson          | 2, 4, 6–7, 9–10, 12–13 | [ 38 ] [ 39 ]        |
| JDC-Miller Motorsports    | Oreca FLM09 | Chevrolet LS3 6.2 L V8 | 85  | Gerry Kraut              | 2                      | [ 38 ] [ 39 ]        |
| JDC-Miller Motorsports    | Oreca FLM09 | Chevrolet LS3 6.2 L V8 | 85  | Tomy Drissi              | 7                      | [ 38 ] [ 39 ]        |
| JDC-Miller Motorsports    | Oreca FLM09 | Chevrolet LS3 6.2 L V8 | 85  | Mikhail Goikhberg        | 13                     | [ 38 ] [ 39 ]        |
| BAR1 Motorsports          | Oreca FLM09 | Chevrolet LS3 6.2 L V8 | 87  | Tõnis Kasemets           | 1–2                    | [ 40 ] [ 41 ] [ 42 ] |
| BAR1 Motorsports          | Oreca FLM09 | Chevrolet LS3 6.2 L V8 | 87  | Gaston Kearby            | 1–2                    | [ 40 ] [ 41 ] [ 42 ] |
| BAR1 Motorsports          | Oreca FLM09 | Chevrolet LS3 6.2 L V8 | 87  | Doug Bielefeld           | 1                      | [ 40 ] [ 41 ] [ 42 ] |
| BAR1 Motorsports          | Oreca FLM09 | Chevrolet LS3 6.2 L V8 | 87  | James Kovacic            | 1                      | [ 40 ] [ 41 ] [ 42 ] |
| BAR1 Motorsports          | Oreca FLM09 | Chevrolet LS3 6.2 L V8 | 87  | Sean Rayhall             | 1                      | [ 40 ] [ 41 ] [ 42 ] |
| BAR1 Motorsports          | Oreca FLM09 | Chevrolet LS3 6.2 L V8 | 87  | Bruce Hamilton           | 2                      | [ 40 ] [ 41 ] [ 42 ] |
| BAR1 Motorsports          | Oreca FLM09 | Chevrolet LS3 6.2 L V8 | 87  | Marc Drumwright          | 12–13                  | [ 40 ] [ 41 ] [ 42 ] |
| BAR1 Motorsports          | Oreca FLM09 | Chevrolet LS3 6.2 L V8 | 87  | Martin Plowman           | 12–13                  | [ 40 ] [ 41 ] [ 42 ] |
| BAR1 Motorsports          | Oreca FLM09 | Chevrolet LS3 6.2 L V8 | 87  | Tomy Drissi              | 13                     | [ 40 ] [ 41 ] [ 42 ] |
| BAR1 Motorsports          | Oreca FLM09 | Chevrolet LS3 6.2 L V8 | 88  | Doug Bielefeld           | 2, 4, 6–7, 9           | [ 40 ] [ 41 ] [ 42 ] |
| BAR1 Motorsports          | Oreca FLM09 | Chevrolet LS3 6.2 L V8 | 88  | Martin Plowman           | 2, 7, 9                | [ 40 ] [ 41 ] [ 42 ] |
| BAR1 Motorsports          | Oreca FLM09 | Chevrolet LS3 6.2 L V8 | 88  | Tomy Drissi              | 2                      | [ 40 ] [ 41 ] [ 42 ] |
| BAR1 Motorsports          | Oreca FLM09 | Chevrolet LS3 6.2 L V8 | 88  | Chapman Ducote           | 2                      | [ 40 ] [ 41 ] [ 42 ] |
| BAR1 Motorsports          | Oreca FLM09 | Chevrolet LS3 6.2 L V8 | 88  | Ryan Eversley            | 4                      | [ 40 ] [ 41 ] [ 42 ] |
| BAR1 Motorsports          | Oreca FLM09 | Chevrolet LS3 6.2 L V8 | 88  | David Cheng              | 7, 13                  | [ 40 ] [ 41 ] [ 42 ] |
| BAR1 Motorsports          | Oreca FLM09 | Chevrolet LS3 6.2 L V8 | 88  | Johnny Mowlem            | 12–13                  | [ 40 ] [ 41 ] [ 42 ] |
| BAR1 Motorsports          | Oreca FLM09 | Chevrolet LS3 6.2 L V8 | 88  | Tom Papadopoulos         | 12–13                  | [ 40 ] [ 41 ] [ 42 ] |
| RSR Racing                | Oreca FLM09 | Chevrolet LS3 6.2 L V8 | 08  | Chris Cumming            | Todas                  | [ 43 ] [ 44 ]        |
| RSR Racing                | Oreca FLM09 | Chevrolet LS3 6.2 L V8 | 08  | Alex Tagliani            | 1–2, 4, 6–7, 11        | [ 43 ] [ 44 ]        |
| RSR Racing                | Oreca FLM09 | Chevrolet LS3 6.2 L V8 | 08  | Rusty Mitchell           | 1–2, 7, 13             | [ 43 ] [ 44 ]        |
| RSR Racing                | Oreca FLM09 | Chevrolet LS3 6.2 L V8 | 08  | Conor Daly               | 1                      | [ 43 ] [ 44 ]        |
| RSR Racing                | Oreca FLM09 | Chevrolet LS3 6.2 L V8 | 08  | Jack Hawksworth          | 9–10, 12–13            | [ 43 ] [ 44 ]        |
| RSR Racing                | Oreca FLM09 | Chevrolet LS3 6.2 L V8 | 09  | Duncan Ende              | Todas                  | [ 43 ] [ 44 ]        |
| RSR Racing                | Oreca FLM09 | Chevrolet LS3 6.2 L V8 | 09  | Bruno Junqueira          | Todas                  | [ 43 ] [ 44 ]        |
| RSR Racing                | Oreca FLM09 | Chevrolet LS3 6.2 L V8 | 09  | David Heinemeier Hansson | 1–2, 13                | [ 43 ] [ 44 ]        |
| RSR Racing                | Oreca FLM09 | Chevrolet LS3 6.2 L V8 | 09  | Gustavo Menezes          | 1                      | [ 43 ] [ 44 ]        |
| RSR Racing                | Oreca FLM09 | Chevrolet LS3 6.2 L V8 | 09  | Ryan Lewis               | 7                      | [ 43 ] [ 44 ]        |

### GTLM Classe
| Equipes                                                | Chassis                  | Motores                            | Pneus | No. | Pilotos              | Corridas         | Info                 |
| ------------------------------------------------------ | ------------------------ | ---------------------------------- | ----- | --- | -------------------- | ---------------- | -------------------- |
| Corvette Racing                                        | Chevrolet Corvette C7.R  | Chevrolet 5.5 L direct injected V8 | M     | 3   | Antonio García       | Todas            | [ 45 ]               |
| Corvette Racing                                        | Chevrolet Corvette C7.R  | Chevrolet 5.5 L direct injected V8 | M     | 3   | Jan Magnussen        | 1–4, 7–10, 12–13 | [ 45 ]               |
| Corvette Racing                                        | Chevrolet Corvette C7.R  | Chevrolet 5.5 L direct injected V8 | M     | 3   | Ryan Briscoe         | 1–2, 13          | [ 45 ]               |
| Corvette Racing                                        | Chevrolet Corvette C7.R  | Chevrolet 5.5 L direct injected V8 | M     | 3   | Jordan Taylor        | 11               | [ 45 ]               |
| Corvette Racing                                        | Chevrolet Corvette C7.R  | Chevrolet 5.5 L direct injected V8 | M     | 4   | Oliver Gavin         | Todas            | [ 45 ]               |
| Corvette Racing                                        | Chevrolet Corvette C7.R  | Chevrolet 5.5 L direct injected V8 | M     | 4   | Tommy Milner         | Todas            | [ 45 ]               |
| Corvette Racing                                        | Chevrolet Corvette C7.R  | Chevrolet 5.5 L direct injected V8 | M     | 4   | Robin Liddell        | 1–2              | [ 45 ]               |
| Corvette Racing                                        | Chevrolet Corvette C7.R  | Chevrolet 5.5 L direct injected V8 | M     | 4   | Ryan Briscoe         | 13               | [ 45 ]               |
| Team Falken Tire                                       | Porsche 911 RSR          | Porsche 4.0 L Flat-6               | F     | 17  | Wolf Henzler         | 2–4, 7–13        | [ 46 ]               |
| Team Falken Tire                                       | Porsche 911 RSR          | Porsche 4.0 L Flat-6               | F     | 17  | Bryan Sellers        | 2–4, 7–13        | [ 46 ]               |
| Team Falken Tire                                       | Porsche 911 RSR          | Porsche 4.0 L Flat-6               | F     | 17  | Marco Holzer         | 2, 13            | [ 46 ]               |
| BMW Team RLL                                           | BMW Z4 GTE               | BMW 4.4 L V8                       | M     | 55  | Bill Auberlen        | Todas            | [ 21 ] [ 47 ]        |
| BMW Team RLL                                           | BMW Z4 GTE               | BMW 4.4 L V8                       | M     | 55  | Andy Priaulx         | Todas            | [ 21 ] [ 47 ]        |
| BMW Team RLL                                           | BMW Z4 GTE               | BMW 4.4 L V8                       | M     | 55  | Joey Hand            | 1–2, 13          | [ 21 ] [ 47 ]        |
| BMW Team RLL                                           | BMW Z4 GTE               | BMW 4.4 L V8                       | M     | 55  | Maxime Martin        | 1                | [ 21 ] [ 47 ]        |
| BMW Team RLL                                           | BMW Z4 GTE               | BMW 4.4 L V8                       | M     | 56  | John Edwards         | Todas            | [ 21 ] [ 47 ]        |
| BMW Team RLL                                           | BMW Z4 GTE               | BMW 4.4 L V8                       | M     | 56  | Dirk Müller          | Todas            | [ 21 ] [ 47 ]        |
| BMW Team RLL                                           | BMW Z4 GTE               | BMW 4.4 L V8                       | M     | 56  | Dirk Werner          | 1–2, 13          | [ 21 ] [ 47 ]        |
| BMW Team RLL                                           | BMW Z4 GTE               | BMW 4.4 L V8                       | M     | 56  | Graham Rahal         | 1                | [ 21 ] [ 47 ]        |
| Krohn Racing                                           | Ferrari 458 Italia GT2   | Ferrari F142 4.5 L V8              | M     | 57  | Niclas Jönsson       | 1–2, 4, 7, 13    | [ 21 ]               |
| Krohn Racing                                           | Ferrari 458 Italia GT2   | Ferrari F142 4.5 L V8              | M     | 57  | Tracy Krohn          | 1–2, 4, 7, 13    | [ 21 ]               |
| Krohn Racing                                           | Ferrari 458 Italia GT2   | Ferrari F142 4.5 L V8              | M     | 57  | Andrea Bertolini     | 1–2, 13          | [ 21 ]               |
| Krohn Racing                                           | Ferrari 458 Italia GT2   | Ferrari F142 4.5 L V8              | M     | 57  | Peter Dumbreck       | 1                | [ 21 ]               |
| Risi Competizione                                      | Ferrari 458 Italia GT2   | Ferrari F142 4.5 L V8              | M     | 62  | Giancarlo Fisichella | Todas            | [ 48 ]               |
| Risi Competizione                                      | Ferrari 458 Italia GT2   | Ferrari F142 4.5 L V8              | M     | 62  | Gianmaria Bruni      | 1–2              | [ 48 ]               |
| Risi Competizione                                      | Ferrari 458 Italia GT2   | Ferrari F142 4.5 L V8              | M     | 62  | Matteo Malucelli     | 1–2              | [ 48 ]               |
| Risi Competizione                                      | Ferrari 458 Italia GT2   | Ferrari F142 4.5 L V8              | M     | 62  | Olivier Beretta      | 1, 13            | [ 48 ]               |
| Risi Competizione                                      | Ferrari 458 Italia GT2   | Ferrari F142 4.5 L V8              | M     | 62  | Dane Cameron         | 3                | [ 48 ]               |
| Risi Competizione                                      | Ferrari 458 Italia GT2   | Ferrari F142 4.5 L V8              | M     | 62  | Pierre Kaffer        | 4, 7–13          | [ 48 ]               |
| SRT Motorsports                                        | SRT Viper GTS-R          | Dodge 8.0 L V10                    | M     | 91  | Marc Goossens        | Todas            | [ 49 ] [ 50 ] [ 51 ] |
| SRT Motorsports                                        | SRT Viper GTS-R          | Dodge 8.0 L V10                    | M     | 91  | Dominik Farnbacher   | 1–4, 7–12        | [ 49 ] [ 50 ] [ 51 ] |
| SRT Motorsports                                        | SRT Viper GTS-R          | Dodge 8.0 L V10                    | M     | 91  | Ryan Hunter-Reay     | 1–2, 13          | [ 49 ] [ 50 ] [ 51 ] |
| SRT Motorsports                                        | SRT Viper GTS-R          | Dodge 8.0 L V10                    | M     | 91  | Jonathan Bomarito    | 3, 7             | [ 49 ] [ 50 ] [ 51 ] |
| SRT Motorsports                                        | SRT Viper GTS-R          | Dodge 8.0 L V10                    | M     | 91  | Kuno Wittmer         | 13               | [ 49 ] [ 50 ] [ 51 ] |
| SRT Motorsports                                        | SRT Viper GTS-R          | Dodge 8.0 L V10                    | M     | 93  | Jonathan Bomarito    | Todas            | [ 49 ] [ 50 ] [ 51 ] |
| SRT Motorsports                                        | SRT Viper GTS-R          | Dodge 8.0 L V10                    | M     | 93  | Kuno Wittmer         | 1–4, 7–12        | [ 49 ] [ 50 ] [ 51 ] |
| SRT Motorsports                                        | SRT Viper GTS-R          | Dodge 8.0 L V10                    | M     | 93  | Rob Bell             | 1–2, 13          | [ 49 ] [ 50 ] [ 51 ] |
| SRT Motorsports                                        | SRT Viper GTS-R          | Dodge 8.0 L V10                    | M     | 93  | Marc Goossens        | 3, 7             | [ 49 ] [ 50 ] [ 51 ] |
| SRT Motorsports                                        | SRT Viper GTS-R          | Dodge 8.0 L V10                    | M     | 93  | Dominik Farnbacher   | 11, 13           | [ 49 ] [ 50 ] [ 51 ] |
| Aston Martin Racing                                    | Aston Martin Vantage GTE | Aston Martin 4.5 L V8              | M     | 97  | Paul Dalla Lana      | 1                | [ 21 ] [ 52 ]        |
| Aston Martin Racing                                    | Aston Martin Vantage GTE | Aston Martin 4.5 L V8              | M     | 97  | Pedro Lamy           | 1                | [ 21 ] [ 52 ]        |
| Aston Martin Racing                                    | Aston Martin Vantage GTE | Aston Martin 4.5 L V8              | M     | 97  | Stefan Mücke         | 1                | [ 21 ] [ 52 ]        |
| Aston Martin Racing                                    | Aston Martin Vantage GTE | Aston Martin 4.5 L V8              | M     | 97  | Richie Stanaway      | 1                | [ 21 ] [ 52 ]        |
| Aston Martin Racing                                    | Aston Martin Vantage GTE | Aston Martin 4.5 L V8              | M     | 97  | Darren Turner        | 1                | [ 21 ] [ 52 ]        |
| \| \| CORE Autosport \| \| Porsche North America \| \| | Porsche 911 RSR          | Porsche 4.0 L Flat-6               | M     | 910 | Frédéric Makowiecki  | 12               | [ 53 ]               |
| \| \| CORE Autosport \| \| Porsche North America \| \| | Porsche 911 RSR          | Porsche 4.0 L Flat-6               | M     | 910 | Patrick Pilet        | 12               | [ 53 ]               |
| \| \| CORE Autosport \| \| Porsche North America \| \| | Porsche 911 RSR          | Porsche 4.0 L Flat-6               | M     | 911 | Nick Tandy           | Todas            | [ 54 ]               |
| \| \| CORE Autosport \| \| Porsche North America \| \| | Porsche 911 RSR          | Porsche 4.0 L Flat-6               | M     | 911 | Richard Lietz        | 1–4, 7–10        | [ 54 ]               |
| \| \| CORE Autosport \| \| Porsche North America \| \| | Porsche 911 RSR          | Porsche 4.0 L Flat-6               | M     | 911 | Patrick Pilet        | 1–2, 7, 13       | [ 54 ]               |
| \| \| CORE Autosport \| \| Porsche North America \| \| | Porsche 911 RSR          | Porsche 4.0 L Flat-6               | M     | 911 | Michael Christensen  | 11               | [ 54 ]               |
| \| \| CORE Autosport \| \| Porsche North America \| \| | Porsche 911 RSR          | Porsche 4.0 L Flat-6               | M     | 911 | Jörg Bergmeister     | 12–13            | [ 54 ]               |
| \| \| CORE Autosport \| \| Porsche North America \| \| | Porsche 911 RSR          | Porsche 4.0 L Flat-6               | M     | 912 | Michael Christensen  | Todas            | [ 54 ]               |
| \| \| CORE Autosport \| \| Porsche North America \| \| | Porsche 911 RSR          | Porsche 4.0 L Flat-6               | M     | 912 | Patrick Long         | Todas            | [ 54 ]               |
| \| \| CORE Autosport \| \| Porsche North America \| \| | Porsche 911 RSR          | Porsche 4.0 L Flat-6               | M     | 912 | Jörg Bergmeister     | 1–2              | [ 54 ]               |
| \| \| CORE Autosport \| \| Porsche North America \| \| | Porsche 911 RSR          | Porsche 4.0 L Flat-6               | M     | 912 | Patrick Pilet        | 7                | [ 54 ]               |
| \| \| CORE Autosport \| \| Porsche North America \| \| | Porsche 911 RSR          | Porsche 4.0 L Flat-6               | M     | 912 | Earl Bamber          | 13               | [ 54 ]               |
| Estados Unidos                                         | CORE Autosport           |                                    |       |     |                      |                  |                      |
| Estados Unidos                                         | Porsche North America    |                                    |       |     |                      |                  |                      |

### GTD Classe
All entries use Continental tyres.
| Equipes                                                          | Chassis                        | Motores                | No. | Pilotos                 | Corridas               | Info                 |
| ---------------------------------------------------------------- | ------------------------------ | ---------------------- | --- | ----------------------- | ---------------------- | -------------------- |
| Mühlner Motorsports America                                      | Porsche 911 GT America         | Porsche 4.0 L Flat-6   | 18  | Earl Bamber             | 1–2                    | [ 56 ]               |
| Mühlner Motorsports America                                      | Porsche 911 GT America         | Porsche 4.0 L Flat-6   | 18  | Eugenio Amos            | 1                      | [ 56 ]               |
| Mühlner Motorsports America                                      | Porsche 911 GT America         | Porsche 4.0 L Flat-6   | 18  | Bradley Blum            | 1                      | [ 56 ]               |
| Mühlner Motorsports America                                      | Porsche 911 GT America         | Porsche 4.0 L Flat-6   | 18  | Alexandre Imperatori    | 1                      | [ 56 ]               |
| Mühlner Motorsports America                                      | Porsche 911 GT America         | Porsche 4.0 L Flat-6   | 18  | Ronald Zitza            | 1                      | [ 56 ]               |
| Mühlner Motorsports America                                      | Porsche 911 GT America         | Porsche 4.0 L Flat-6   | 18  | Nico Verdonck           | 2                      | [ 56 ]               |
| Mühlner Motorsports America                                      | Porsche 911 GT America         | Porsche 4.0 L Flat-6   | 18  | David Calvert-Jones     | 4, 7, 10               | [ 56 ]               |
| Mühlner Motorsports America                                      | Porsche 911 GT America         | Porsche 4.0 L Flat-6   | 18  | Matthew Bell            | 4                      | [ 56 ]               |
| Mühlner Motorsports America                                      | Porsche 911 GT America         | Porsche 4.0 L Flat-6   | 18  | Sebastian Asch          | 5                      | [ 56 ]               |
| Mühlner Motorsports America                                      | Porsche 911 GT America         | Porsche 4.0 L Flat-6   | 18  | Tomy Drissi             | 5                      | [ 56 ]               |
| Mühlner Motorsports America                                      | Porsche 911 GT America         | Porsche 4.0 L Flat-6   | 18  | Peter Ludwig            | 7                      | [ 56 ]               |
| Mühlner Motorsports America                                      | Porsche 911 GT America         | Porsche 4.0 L Flat-6   | 18  | Patrick-Otto Madsen     | 7                      | [ 56 ]               |
| Mühlner Motorsports America                                      | Porsche 911 GT America         | Porsche 4.0 L Flat-6   | 18  | Chris Green             | 8                      | [ 56 ]               |
| Mühlner Motorsports America                                      | Porsche 911 GT America         | Porsche 4.0 L Flat-6   | 18  | Mark Thomas             | 8                      | [ 56 ]               |
| Mühlner Motorsports America                                      | Porsche 911 GT America         | Porsche 4.0 L Flat-6   | 18  | Alex Davison            | 10                     | [ 56 ]               |
| Mühlner Motorsports America                                      | Porsche 911 GT America         | Porsche 4.0 L Flat-6   | 18  | Mark Kvamme             | 11                     | [ 56 ]               |
| Mühlner Motorsports America                                      | Porsche 911 GT America         | Porsche 4.0 L Flat-6   | 18  | Corey Lewis             | 11                     | [ 56 ]               |
| Mühlner Motorsports America                                      | Porsche 911 GT America         | Porsche 4.0 L Flat-6   | 18  | Khaled Al Qubaisi       | 12                     | [ 56 ]               |
| Mühlner Motorsports America                                      | Porsche 911 GT America         | Porsche 4.0 L Flat-6   | 18  | Larry Pegram            | 12                     | [ 56 ]               |
| Mühlner Motorsports America                                      | Porsche 911 GT America         | Porsche 4.0 L Flat-6   | 19  | Mark Kvamme             | 1, 4, 9, 13            | [ 56 ]               |
| Mühlner Motorsports America                                      | Porsche 911 GT America         | Porsche 4.0 L Flat-6   | 19  | Bob Doyle               | 1                      | [ 56 ]               |
| Mühlner Motorsports America                                      | Porsche 911 GT America         | Porsche 4.0 L Flat-6   | 19  | Robert Gewirtz          | 1                      | [ 56 ]               |
| Mühlner Motorsports America                                      | Porsche 911 GT America         | Porsche 4.0 L Flat-6   | 19  | Jim Michaelian          | 1                      | [ 56 ]               |
| Mühlner Motorsports America                                      | Porsche 911 GT America         | Porsche 4.0 L Flat-6   | 19  | Randy Pobst             | 1, 9                   | [ 56 ]               |
| Mühlner Motorsports America                                      | Porsche 911 GT America         | Porsche 4.0 L Flat-6   | 19  | Earl Bamber             | 2                      | [ 56 ]               |
| Mühlner Motorsports America                                      | Porsche 911 GT America         | Porsche 4.0 L Flat-6   | 19  | Kyle Gimple             | 2                      | [ 56 ]               |
| Mühlner Motorsports America                                      | Porsche 911 GT America         | Porsche 4.0 L Flat-6   | 19  | Ruggero Melgrati        | 2                      | [ 56 ]               |
| Mühlner Motorsports America                                      | Porsche 911 GT America         | Porsche 4.0 L Flat-6   | 19  | Dillon Machavern        | 4                      | [ 56 ]               |
| Mühlner Motorsports America                                      | Porsche 911 GT America         | Porsche 4.0 L Flat-6   | 19  | Sebastian Asch          | 5                      | [ 56 ]               |
| Mühlner Motorsports America                                      | Porsche 911 GT America         | Porsche 4.0 L Flat-6   | 19  | Tomy Drissi             | 5                      | [ 56 ]               |
| Mühlner Motorsports America                                      | Porsche 911 GT America         | Porsche 4.0 L Flat-6   | 19  | Mark Klenin             | 10, 12                 | [ 56 ]               |
| Mühlner Motorsports America                                      | Porsche 911 GT America         | Porsche 4.0 L Flat-6   | 19  | Christian Szymczak      | 10                     | [ 56 ]               |
| Mühlner Motorsports America                                      | Porsche 911 GT America         | Porsche 4.0 L Flat-6   | 19  | Alec Udell              | 12                     | [ 56 ]               |
| Mühlner Motorsports America                                      | Porsche 911 GT America         | Porsche 4.0 L Flat-6   | 19  | Daniel Lloyd            | 13                     | [ 56 ]               |
| Mühlner Motorsports America                                      | Porsche 911 GT America         | Porsche 4.0 L Flat-6   | 19  | Larry Pegram            | 13                     | [ 56 ]               |
| \| \| Alex Job Racing \| \| Team Seattle / Alex Job Racing \| \| | Porsche 911 GT America         | Porsche 4.0 L Flat-6   | 22  | Leh Keen                | Todas                  | [ 24 ] [ 57 ]        |
| \| \| Alex Job Racing \| \| Team Seattle / Alex Job Racing \| \| | Porsche 911 GT America         | Porsche 4.0 L Flat-6   | 22  | Cooper MacNeil          | Todas                  | [ 24 ] [ 57 ]        |
| \| \| Alex Job Racing \| \| Team Seattle / Alex Job Racing \| \| | Porsche 911 GT America         | Porsche 4.0 L Flat-6   | 22  | Louis-Philippe Dumoulin | 1                      | [ 24 ] [ 57 ]        |
| \| \| Alex Job Racing \| \| Team Seattle / Alex Job Racing \| \| | Porsche 911 GT America         | Porsche 4.0 L Flat-6   | 22  | Shane Lewis             | 1                      | [ 24 ] [ 57 ]        |
| \| \| Alex Job Racing \| \| Team Seattle / Alex Job Racing \| \| | Porsche 911 GT America         | Porsche 4.0 L Flat-6   | 22  | Shane van Gisbergen     | 1                      | [ 24 ] [ 57 ]        |
| \| \| Alex Job Racing \| \| Team Seattle / Alex Job Racing \| \| | Porsche 911 GT America         | Porsche 4.0 L Flat-6   | 22  | Philipp Frommenwiler    | 2, 7                   | [ 24 ] [ 57 ]        |
| \| \| Alex Job Racing \| \| Team Seattle / Alex Job Racing \| \| | Porsche 911 GT America         | Porsche 4.0 L Flat-6   | 22  | Craig Stanton           | 13                     | [ 24 ] [ 57 ]        |
| \| \| Alex Job Racing \| \| Team Seattle / Alex Job Racing \| \| | Porsche 911 GT America         | Porsche 4.0 L Flat-6   | 23  | Mario Farnbacher        | Todas                  | [ 21 ] [ 58 ]        |
| \| \| Alex Job Racing \| \| Team Seattle / Alex Job Racing \| \| | Porsche 911 GT America         | Porsche 4.0 L Flat-6   | 23  | Ian James               | Todas                  | [ 21 ] [ 58 ]        |
| \| \| Alex Job Racing \| \| Team Seattle / Alex Job Racing \| \| | Porsche 911 GT America         | Porsche 4.0 L Flat-6   | 23  | Alex Riberas            | 1–2, 13                | [ 21 ] [ 58 ]        |
| \| \| Alex Job Racing \| \| Team Seattle / Alex Job Racing \| \| | Porsche 911 GT America         | Porsche 4.0 L Flat-6   | 23  | Marco Holzer            | 1                      | [ 21 ] [ 58 ]        |
| Dempsey Racing                                                   | Porsche 911 GT America         | Porsche 4.0 L Flat-6   | 27  | Andrew Davis            | Todas                  | [ 59 ]               |
| Dempsey Racing                                                   | Porsche 911 GT America         | Porsche 4.0 L Flat-6   | 27  | Patrick Dempsey         | 1–2, 4, 7–13           | [ 59 ]               |
| Dempsey Racing                                                   | Porsche 911 GT America         | Porsche 4.0 L Flat-6   | 27  | Joe Foster              | 1–2, 7, 13             | [ 59 ]               |
| Dempsey Racing                                                   | Porsche 911 GT America         | Porsche 4.0 L Flat-6   | 27  | Marc Lieb               | 1                      | [ 59 ]               |
| Dempsey Racing                                                   | Porsche 911 GT America         | Porsche 4.0 L Flat-6   | 27  | Norbert Siedler         | 2                      | [ 59 ]               |
| Dempsey Racing                                                   | Porsche 911 GT America         | Porsche 4.0 L Flat-6   | 27  | Brett Sandberg          | 5                      | [ 59 ]               |
| Dempsey Racing                                                   | Porsche 911 GT America         | Porsche 4.0 L Flat-6   | 28  | Christian Engelhart     | 1–2                    | [ 59 ]               |
| Dempsey Racing                                                   | Porsche 911 GT America         | Porsche 4.0 L Flat-6   | 28  | Rolf Ineichen           | 1–2                    | [ 59 ]               |
| Dempsey Racing                                                   | Porsche 911 GT America         | Porsche 4.0 L Flat-6   | 28  | Franz Konrad            | 1–2                    | [ 59 ]               |
| Dempsey Racing                                                   | Porsche 911 GT America         | Porsche 4.0 L Flat-6   | 28  | Klaus Bachler           | 1                      | [ 59 ]               |
| Dempsey Racing                                                   | Porsche 911 GT America         | Porsche 4.0 L Flat-6   | 28  | Lance Willsey           | 1                      | [ 59 ]               |
| NGT Motorsport                                                   | Porsche 911 GT America         | Porsche 4.0 L Flat-6   | 30  | Kuba Giermaziak         | 1–2, 4–5, 7, 12        | [ 60 ]               |
| NGT Motorsport                                                   | Porsche 911 GT America         | Porsche 4.0 L Flat-6   | 30  | Henrique Cisneros       | 1–2, 4–5, 12           | [ 60 ]               |
| NGT Motorsport                                                   | Porsche 911 GT America         | Porsche 4.0 L Flat-6   | 30  | Christina Nielsen       | 1–2, 7                 | [ 60 ]               |
| NGT Motorsport                                                   | Porsche 911 GT America         | Porsche 4.0 L Flat-6   | 30  | Nicki Thiim             | 1                      | [ 60 ]               |
| GMG Racing                                                       | Audi R8 LMS ultra              | Audi 5.2L V10 V10      | 32  | Marc Basseng            | 1–2                    | [ 61 ]               |
| GMG Racing                                                       | Audi R8 LMS ultra              | Audi 5.2L V10 V10      | 32  | James Sofronas          | 1–2                    | [ 61 ]               |
| GMG Racing                                                       | Audi R8 LMS ultra              | Audi 5.2L V10 V10      | 32  | Alex Welch              | 1–2                    | [ 61 ]               |
| GMG Racing                                                       | Audi R8 LMS ultra              | Audi 5.2L V10 V10      | 32  | Frank Stippler          | 1                      | [ 61 ]               |
| Riley Motorsports                                                | SRT Viper GT3-R                | SRT 8.0 L V10          | 33  | Ben Keating             | Todas                  | [ 62 ]               |
| Riley Motorsports                                                | SRT Viper GT3-R                | SRT 8.0 L V10          | 33  | Jeroen Bleekemolen      | 1–2, 4–5, 7–10, 12–13  | [ 62 ]               |
| Riley Motorsports                                                | SRT Viper GT3-R                | SRT 8.0 L V10          | 33  | Sebastiaan Bleekemolen  | 1–2, 13                | [ 62 ]               |
| Riley Motorsports                                                | SRT Viper GT3-R                | SRT 8.0 L V10          | 33  | Emmanuel Collard        | 1                      | [ 62 ]               |
| Riley Motorsports                                                | SRT Viper GT3-R                | SRT 8.0 L V10          | 33  | Tony Ave                | 11                     | [ 62 ]               |
| Flying Lizard Motorsports                                        | Audi R8 LMS ultra              | Audi 5.2L V10 V10      | 35  | Dion von Moltke         | Todas                  | [ 63 ]               |
| Flying Lizard Motorsports                                        | Audi R8 LMS ultra              | Audi 5.2L V10 V10      | 35  | Seth Neiman             | 1–2, 4–5, 7–8, 12–13   | [ 63 ]               |
| Flying Lizard Motorsports                                        | Audi R8 LMS ultra              | Audi 5.2L V10 V10      | 35  | Filipe Albuquerque      | 1–2                    | [ 63 ]               |
| Flying Lizard Motorsports                                        | Audi R8 LMS ultra              | Audi 5.2L V10 V10      | 35  | Alessandro Latif        | 1, 13                  | [ 63 ]               |
| Flying Lizard Motorsports                                        | Audi R8 LMS ultra              | Audi 5.2L V10 V10      | 35  | Spencer Pumpelly        | 7–9, 11                | [ 63 ]               |
| Flying Lizard Motorsports                                        | Audi R8 LMS ultra              | Audi 5.2L V10 V10      | 35  | Andrew Palmer           | 10                     | [ 63 ]               |
| Flying Lizard Motorsports                                        | Audi R8 LMS ultra              | Audi 5.2L V10 V10      | 45  | Nelson Canache, Jr.     | Todas                  | [ 63 ]               |
| Flying Lizard Motorsports                                        | Audi R8 LMS ultra              | Audi 5.2L V10 V10      | 45  | Spencer Pumpelly        | Todas                  | [ 63 ]               |
| Flying Lizard Motorsports                                        | Audi R8 LMS ultra              | Audi 5.2L V10 V10      | 45  | Markus Winkelhock       | 1–2                    | [ 63 ]               |
| Flying Lizard Motorsports                                        | Audi R8 LMS ultra              | Audi 5.2L V10 V10      | 45  | Tim Pappas              | 1                      | [ 63 ]               |
| Flying Lizard Motorsports                                        | Audi R8 LMS ultra              | Audi 5.2L V10 V10      | 45  | Alessandro Latif        | 2                      | [ 63 ]               |
| Flying Lizard Motorsports                                        | Audi R8 LMS ultra              | Audi 5.2L V10 V10      | 45  | Brett Sandberg          | 7                      | [ 63 ]               |
| Flying Lizard Motorsports                                        | Audi R8 LMS ultra              | Audi 5.2L V10 V10      | 45  | Dion von Moltke         | 8                      | [ 63 ]               |
| Flying Lizard Motorsports                                        | Audi R8 LMS ultra              | Audi 5.2L V10 V10      | 45  | Andrew Palmer           | 13                     | [ 63 ]               |
| Magnus Racing                                                    | Porsche 911 GT America         | Porsche 4.0 L Flat-6   | 44  | Andy Lally              | Todas                  | [ 64 ]               |
| Magnus Racing                                                    | Porsche 911 GT America         | Porsche 4.0 L Flat-6   | 44  | John Potter             | Todas                  | [ 64 ]               |
| Magnus Racing                                                    | Porsche 911 GT America         | Porsche 4.0 L Flat-6   | 44  | Jean-François Dumoulin  | 1                      | [ 64 ]               |
| Magnus Racing                                                    | Porsche 911 GT America         | Porsche 4.0 L Flat-6   | 44  | Wolf Henzler            | 1                      | [ 64 ]               |
| Magnus Racing                                                    | Porsche 911 GT America         | Porsche 4.0 L Flat-6   | 44  | Marco Seefried          | 2, 13                  | [ 64 ]               |
| Magnus Racing                                                    | Porsche 911 GT America         | Porsche 4.0 L Flat-6   | 44  | Sebastian Asch          | 7                      | [ 64 ]               |
| Fall-Line Motorsports                                            | Audi R8 LMS ultra              | Audi 5.2L V10 V10      | 46  | Charles Espenlaub       | 1–2, 4–11              | [ 65 ]               |
| Fall-Line Motorsports                                            | Audi R8 LMS ultra              | Audi 5.2L V10 V10      | 46  | Charles Putman          | 1–2, 4–11              | [ 65 ]               |
| Fall-Line Motorsports                                            | Audi R8 LMS ultra              | Audi 5.2L V10 V10      | 46  | Oliver Jarvis           | 1                      | [ 65 ]               |
| Fall-Line Motorsports                                            | Audi R8 LMS ultra              | Audi 5.2L V10 V10      | 46  | James Walker            | 1                      | [ 65 ]               |
| Fall-Line Motorsports                                            | Audi R8 LMS ultra              | Audi 5.2L V10 V10      | 46  | Christopher Mies        | 2                      | [ 65 ]               |
| Fall-Line Motorsports                                            | Audi R8 LMS ultra              | Audi 5.2L V10 V10      | 46  | Marco Bonanomi          | 7                      | [ 65 ]               |
| Fall-Line Motorsports                                            | Audi R8 LMS ultra              | Audi 5.2L V10 V10      | 46  | Marino Franchitti       | 10–11                  | [ 65 ]               |
| Paul Miller Racing                                               | Audi R8 LMS ultra              | Audi 5.2L V10 V10      | 48  | Christopher Haase       | Todas                  | [ 66 ]               |
| Paul Miller Racing                                               | Audi R8 LMS ultra              | Audi 5.2L V10 V10      | 48  | Bryce Miller            | Todas                  | [ 66 ]               |
| Paul Miller Racing                                               | Audi R8 LMS ultra              | Audi 5.2L V10 V10      | 48  | Matthew Bell            | 1–2, 13                | [ 66 ]               |
| Paul Miller Racing                                               | Audi R8 LMS ultra              | Audi 5.2L V10 V10      | 48  | René Rast               | 1                      | [ 66 ]               |
| Spirit of Race                                                   | Ferrari 458 Italia GT3         | Ferrari 4.5L V8        | 49  | Gianluca Roda           | 1–2                    | [ 21 ]               |
| Spirit of Race                                                   | Ferrari 458 Italia GT3         | Ferrari 4.5L V8        | 49  | Paolo Ruberti           | 1–2                    | [ 21 ]               |
| Spirit of Race                                                   | Ferrari 458 Italia GT3         | Ferrari 4.5L V8        | 49  | Piergiuseppe Perazzini  | 1, 13                  | [ 21 ]               |
| Spirit of Race                                                   | Ferrari 458 Italia GT3         | Ferrari 4.5L V8        | 49  | Davide Rigon            | 1                      | [ 21 ]               |
| Spirit of Race                                                   | Ferrari 458 Italia GT3         | Ferrari 4.5L V8        | 49  | Mirko Venturi           | 2                      | [ 21 ]               |
| Spirit of Race                                                   | Ferrari 458 Italia GT3         | Ferrari 4.5L V8        | 49  | Eddie Cheever III       | 13                     | [ 21 ]               |
| Spirit of Race                                                   | Ferrari 458 Italia GT3         | Ferrari 4.5L V8        | 49  | Marco Cioci             | 13                     | [ 21 ]               |
| Spirit of Race                                                   | Ferrari 458 Italia GT3         | Ferrari 4.5L V8        | 51  | Jack Gerber             | 1–2, 4, 7              | [ 21 ]               |
| Spirit of Race                                                   | Ferrari 458 Italia GT3         | Ferrari 4.5L V8        | 51  | Matt Griffin            | 1–2, 7, 13             | [ 21 ]               |
| Spirit of Race                                                   | Ferrari 458 Italia GT3         | Ferrari 4.5L V8        | 51  | Michele Rugolo          | 1–2, 7, 13             | [ 21 ]               |
| Spirit of Race                                                   | Ferrari 458 Italia GT3         | Ferrari 4.5L V8        | 51  | Marco Cioci             | 1–2                    | [ 21 ]               |
| Spirit of Race                                                   | Ferrari 458 Italia GT3         | Ferrari 4.5L V8        | 51  | Eddie Cheever III       | 4                      | [ 21 ]               |
| Spirit of Race                                                   | Ferrari 458 Italia GT3         | Ferrari 4.5L V8        | 51  | Pasin Lathouras         | 4                      | [ 21 ]               |
| Snow Racing                                                      | Porsche 911 GT America         | Porsche 4.0 L Flat-6   | 58  | Jan Heylen              | Todas                  | [ 21 ]               |
| Snow Racing                                                      | Porsche 911 GT America         | Porsche 4.0 L Flat-6   | 58  | Madison Snow            | Todas                  | [ 21 ]               |
| Snow Racing                                                      | Porsche 911 GT America         | Porsche 4.0 L Flat-6   | 58  | Marco Seefried          | 1                      | [ 21 ]               |
| Snow Racing                                                      | Porsche 911 GT America         | Porsche 4.0 L Flat-6   | 58  | Hugh Plumb              | 2                      | [ 21 ]               |
| Snow Racing                                                      | Porsche 911 GT America         | Porsche 4.0 L Flat-6   | 58  | Matt Plumb              | 2                      | [ 21 ]               |
| Snow Racing                                                      | Porsche 911 GT America         | Porsche 4.0 L Flat-6   | 58  | Patrick Dempsey         | 13                     | [ 21 ]               |
| Scuderia Corsa                                                   | Ferrari 458 Italia GT3         | Ferrari 4.5L V8        | 63  | Alessandro Balzan       | Todas                  | [ 24 ] [ 67 ] [ 68 ] |
| Scuderia Corsa                                                   | Ferrari 458 Italia GT3         | Ferrari 4.5L V8        | 63  | Jeff Westphal           | Todas                  | [ 24 ] [ 67 ] [ 68 ] |
| Scuderia Corsa                                                   | Ferrari 458 Italia GT3         | Ferrari 4.5L V8        | 63  | Lorenzo Casè            | 1–2                    | [ 24 ] [ 67 ] [ 68 ] |
| Scuderia Corsa                                                   | Ferrari 458 Italia GT3         | Ferrari 4.5L V8        | 63  | Toni Vilander           | 1                      | [ 24 ] [ 67 ] [ 68 ] |
| Scuderia Corsa                                                   | Ferrari 458 Italia GT3         | Ferrari 4.5L V8        | 63  | Kyle Marcelli           | 2, 13                  | [ 24 ] [ 67 ] [ 68 ] |
| Scuderia Corsa                                                   | Ferrari 458 Italia GT3         | Ferrari 4.5L V8        | 63  | Brandon Davis           | 7, 13                  | [ 24 ] [ 67 ] [ 68 ] |
| Scuderia Corsa                                                   | Ferrari 458 Italia GT3         | Ferrari 4.5L V8        | 64  | David Empringham        | 1                      | [ 24 ] [ 67 ] [ 68 ] |
| Scuderia Corsa                                                   | Ferrari 458 Italia GT3         | Ferrari 4.5L V8        | 64  | John Farano             | 1                      | [ 24 ] [ 67 ] [ 68 ] |
| Scuderia Corsa                                                   | Ferrari 458 Italia GT3         | Ferrari 4.5L V8        | 64  | Rod Randall             | 1                      | [ 24 ] [ 67 ] [ 68 ] |
| Scuderia Corsa                                                   | Ferrari 458 Italia GT3         | Ferrari 4.5L V8        | 64  | Ken Wilden              | 1                      | [ 24 ] [ 67 ] [ 68 ] |
| Scuderia Corsa                                                   | Ferrari 458 Italia GT3         | Ferrari 4.5L V8        | 64  | Kyle Marcelli           | 4–5                    | [ 24 ] [ 67 ] [ 68 ] |
| Scuderia Corsa                                                   | Ferrari 458 Italia GT3         | Ferrari 4.5L V8        | 64  | Stefan Johansson        | 4                      | [ 24 ] [ 67 ] [ 68 ] |
| Scuderia Corsa                                                   | Ferrari 458 Italia GT3         | Ferrari 4.5L V8        | 64  | Chris Cumming           | 5                      | [ 24 ] [ 67 ] [ 68 ] |
| Scuderia Corsa                                                   | Ferrari 458 Italia GT3         | Ferrari 4.5L V8        | 65  | Marcos Gomes            | 1                      | [ 24 ] [ 67 ] [ 68 ] |
| Scuderia Corsa                                                   | Ferrari 458 Italia GT3         | Ferrari 4.5L V8        | 65  | Francisco Longo         | 1                      | [ 24 ] [ 67 ] [ 68 ] |
| Scuderia Corsa                                                   | Ferrari 458 Italia GT3         | Ferrari 4.5L V8        | 65  | Xandinho Negrão         | 1                      | [ 24 ] [ 67 ] [ 68 ] |
| Scuderia Corsa                                                   | Ferrari 458 Italia GT3         | Ferrari 4.5L V8        | 65  | Daniel Serra            | 1                      | [ 24 ] [ 67 ] [ 68 ] |
| Park Place Motorsports                                           | Porsche 911 GT America         | Porsche 4.0 L Flat-6   | 71  | Jim Norman              | 1–2, 4–5               | [ 24 ] [ 69 ]        |
| Park Place Motorsports                                           | Porsche 911 GT America         | Porsche 4.0 L Flat-6   | 71  | Craig Stanton           | 1, 4–5                 | [ 24 ] [ 69 ]        |
| Park Place Motorsports                                           | Porsche 911 GT America         | Porsche 4.0 L Flat-6   | 71  | Timo Bernhard           | 1                      | [ 24 ] [ 69 ]        |
| Park Place Motorsports                                           | Porsche 911 GT America         | Porsche 4.0 L Flat-6   | 71  | Norbert Siedler         | 1                      | [ 24 ] [ 69 ]        |
| Park Place Motorsports                                           | Porsche 911 GT America         | Porsche 4.0 L Flat-6   | 71  | Mike Vess               | 2, 12                  | [ 24 ] [ 69 ]        |
| Park Place Motorsports                                           | Porsche 911 GT America         | Porsche 4.0 L Flat-6   | 71  | Kévin Estre             | 2                      | [ 24 ] [ 69 ]        |
| Park Place Motorsports                                           | Porsche 911 GT America         | Porsche 4.0 L Flat-6   | 71  | Patrick Lindsey         | 2                      | [ 24 ] [ 69 ]        |
| Park Place Motorsports                                           | Porsche 911 GT America         | Porsche 4.0 L Flat-6   | 71  | Mike Skeen              | 12                     | [ 24 ] [ 69 ]        |
| Park Place Motorsports                                           | Porsche 911 GT America         | Porsche 4.0 L Flat-6   | 73  | Patrick Lindsey         | Todas                  | [ 24 ] [ 69 ]        |
| Park Place Motorsports                                           | Porsche 911 GT America         | Porsche 4.0 L Flat-6   | 73  | Kévin Estre             | 1–2, 4–5, 8, 10–11, 13 | [ 24 ] [ 69 ]        |
| Park Place Motorsports                                           | Porsche 911 GT America         | Porsche 4.0 L Flat-6   | 73  | Mike Vess               | 1–2                    | [ 24 ] [ 69 ]        |
| Park Place Motorsports                                           | Porsche 911 GT America         | Porsche 4.0 L Flat-6   | 73  | Connor De Phillippi     | 1                      | [ 24 ] [ 69 ]        |
| Park Place Motorsports                                           | Porsche 911 GT America         | Porsche 4.0 L Flat-6   | 73  | Jason Hart              | 1                      | [ 24 ] [ 69 ]        |
| Park Place Motorsports                                           | Porsche 911 GT America         | Porsche 4.0 L Flat-6   | 73  | Jim Norman              | 2, 7                   | [ 24 ] [ 69 ]        |
| Park Place Motorsports                                           | Porsche 911 GT America         | Porsche 4.0 L Flat-6   | 73  | Mike Skeen              | 9, 13                  | [ 24 ] [ 69 ]        |
| Park Place Motorsports                                           | Porsche 911 GT America         | Porsche 4.0 L Flat-6   | 73  | Norbert Siedler         | 12–13                  | [ 24 ] [ 69 ]        |
| SMP/ESM Racing                                                   | Ferrari 458 Italia GT3         | Ferrari 4.5L V8        | 72  | Mikhail Aleshin         | 1                      | [ 70 ] [ 71 ]        |
| SMP/ESM Racing                                                   | Ferrari 458 Italia GT3         | Ferrari 4.5L V8        | 72  | Maurizio Mediani        | 1                      | [ 70 ] [ 71 ]        |
| SMP/ESM Racing                                                   | Ferrari 458 Italia GT3         | Ferrari 4.5L V8        | 72  | Boris Rotenberg         | 1                      | [ 70 ] [ 71 ]        |
| SMP/ESM Racing                                                   | Ferrari 458 Italia GT3         | Ferrari 4.5L V8        | 72  | Mika Salo               | 1                      | [ 70 ] [ 71 ]        |
| SMP/ESM Racing                                                   | Ferrari 458 Italia GT3         | Ferrari 4.5L V8        | 72  | Sergey Zlobin           | 1                      | [ 70 ] [ 71 ]        |
| GB Autosport                                                     | Porsche 911 GT America         | Porsche 4.0 L Flat-6   | 81  | Damien Faulkner         | Todas                  | [ 72 ]               |
| GB Autosport                                                     | Porsche 911 GT America         | Porsche 4.0 L Flat-6   | 81  | Bob Faieta              | 1–2, 4                 | [ 72 ]               |
| GB Autosport                                                     | Porsche 911 GT America         | Porsche 4.0 L Flat-6   | 81  | Patrick Huisman         | 1                      | [ 72 ]               |
| GB Autosport                                                     | Porsche 911 GT America         | Porsche 4.0 L Flat-6   | 81  | Michael Avenatti        | 1–2, 7                 | [ 72 ]               |
| GB Autosport                                                     | Porsche 911 GT America         | Porsche 4.0 L Flat-6   | 81  | Ben Barker              | 5, 7–8, 10, 12–13      | [ 72 ]               |
| GB Autosport                                                     | Porsche 911 GT America         | Porsche 4.0 L Flat-6   | 81  | Matt Bell               | 9                      | [ 72 ]               |
| GB Autosport                                                     | Porsche 911 GT America         | Porsche 4.0 L Flat-6   | 81  | Michael Lewis           | 11                     | [ 72 ]               |
| GB Autosport                                                     | Porsche 911 GT America         | Porsche 4.0 L Flat-6   | 81  | Philipp Eng             | 13                     | [ 72 ]               |
| Turner Motorsport                                                | BMW Z4 GT3                     | BMW 4.4 L V8 V8        | 94  | Dane Cameron            | Todas                  | [ 24 ] [ 73 ] [ 74 ] |
| Turner Motorsport                                                | BMW Z4 GT3                     | BMW 4.4 L V8 V8        | 94  | Markus Palttala         | 1–2, 4–5, 7–8, 10–13   | [ 24 ] [ 73 ] [ 74 ] |
| Turner Motorsport                                                | BMW Z4 GT3                     | BMW 4.4 L V8 V8        | 94  | Paul Dalla Lana         | 1–2, 9                 | [ 24 ] [ 73 ] [ 74 ] |
| Turner Motorsport                                                | BMW Z4 GT3                     | BMW 4.4 L V8 V8        | 94  | Augusto Farfus          | 1                      | [ 24 ] [ 73 ] [ 74 ] |
| Turner Motorsport                                                | BMW Z4 GT3                     | BMW 4.4 L V8 V8        | 94  | Shane Lewis             | 2                      | [ 24 ] [ 73 ] [ 74 ] |
| Turner Motorsport                                                | BMW Z4 GT3                     | BMW 4.4 L V8 V8        | 94  | Christoffer Nygaard     | 13                     | [ 24 ] [ 73 ] [ 74 ] |
| TRG-AMR North America                                            | Aston Martin Vantage GT3       | Aston Martin 6.0 L V12 | 007 | James Davison           | Todas                  | [ 75 ] [ 76 ] [ 77 ] |
| TRG-AMR North America                                            | Aston Martin Vantage GT3       | Aston Martin 6.0 L V12 | 007 | Al Carter               | 1–2, 4–5, 7–12         | [ 75 ] [ 76 ] [ 77 ] |
| TRG-AMR North America                                            | Aston Martin Vantage GT3       | Aston Martin 6.0 L V12 | 007 | David Block             | 1–2, 7, 13             | [ 75 ] [ 76 ] [ 77 ] |
| TRG-AMR North America                                            | Aston Martin Vantage GT3       | Aston Martin 6.0 L V12 | 007 | Brandon Davis           | 1                      | [ 75 ] [ 76 ] [ 77 ] |
| TRG-AMR North America                                            | Aston Martin Vantage GT3       | Aston Martin 6.0 L V12 | 007 | Christina Nielsen       | 13                     | [ 75 ] [ 76 ] [ 77 ] |
| TRG-AMR North America                                            | Aston Martin Vantage GT3       | Aston Martin 6.0 L V12 | 009 | Max Riddle              | 1–2                    | [ 75 ] [ 76 ] [ 77 ] |
| TRG-AMR North America                                            | Aston Martin Vantage GT3       | Aston Martin 6.0 L V12 | 009 | Jonathan Adam           | 1                      | [ 75 ] [ 76 ] [ 77 ] |
| TRG-AMR North America                                            | Aston Martin Vantage GT3       | Aston Martin 6.0 L V12 | 009 | Calum Lockie            | 1                      | [ 75 ] [ 76 ] [ 77 ] |
| TRG-AMR North America                                            | Aston Martin Vantage GT3       | Aston Martin 6.0 L V12 | 009 | Pete McIntosh II        | 1                      | [ 75 ] [ 76 ] [ 77 ] |
| TRG-AMR North America                                            | Aston Martin Vantage GT3       | Aston Martin 6.0 L V12 | 009 | Robert Nimkoff          | 1                      | [ 75 ] [ 76 ] [ 77 ] |
| TRG-AMR North America                                            | Aston Martin Vantage GT3       | Aston Martin 6.0 L V12 | 009 | Brandon Davis           | 2                      | [ 75 ] [ 76 ] [ 77 ] |
| TRG-AMR North America                                            | Aston Martin Vantage GT3       | Aston Martin 6.0 L V12 | 009 | Kris Wilson             | 2                      | [ 75 ] [ 76 ] [ 77 ] |
| Level 5 Motorsports                                              | Ferrari 458 Italia GT3         | Ferrari 4.5L V8        | 555 | Townsend Bell           | 1                      | [ 78 ]               |
| Level 5 Motorsports                                              | Ferrari 458 Italia GT3         | Ferrari 4.5L V8        | 555 | Alessandro Pier Guidi   | 1                      | [ 78 ]               |
| Level 5 Motorsports                                              | Ferrari 458 Italia GT3         | Ferrari 4.5L V8        | 555 | Jeff Segal              | 1                      | [ 78 ]               |
| Level 5 Motorsports                                              | Ferrari 458 Italia GT3         | Ferrari 4.5L V8        | 555 | Bill Sweedler           | 1                      | [ 78 ]               |
| Level 5 Motorsports                                              | Ferrari 458 Italia GT3         | Ferrari 4.5L V8        | 555 | Scott Tucker            | 1                      | [ 78 ]               |
| Level 5 Motorsports                                              | Ferrari 458 Italia GT3         | Ferrari 4.5L V8        | 556 | Terry Borcheller        | 1                      | [ 78 ]               |
| Level 5 Motorsports                                              | Ferrari 458 Italia GT3         | Ferrari 4.5L V8        | 556 | Guy Cosmo               | 1                      | [ 78 ]               |
| Level 5 Motorsports                                              | Ferrari 458 Italia GT3         | Ferrari 4.5L V8        | 556 | Mike LaMarra            | 1                      | [ 78 ]               |
| Level 5 Motorsports                                              | Ferrari 458 Italia GT3         | Ferrari 4.5L V8        | 556 | Scott Tucker            | 1                      | [ 78 ]               |
| Level 5 Motorsports                                              | Ferrari 458 Italia GT3         | Ferrari 4.5L V8        | 556 | Emilio Valverde         | 1                      | [ 78 ]               |
| AIM Autosport                                                    | Ferrari 458 Italia GT3         | Ferrari 4.5 L V8       | 555 | Townsend Bell           | 2, 4–5, 7–13           | [ 79 ]               |
| AIM Autosport                                                    | Ferrari 458 Italia GT3         | Ferrari 4.5 L V8       | 555 | Bill Sweedler           | 2, 4–5, 7–13           | [ 79 ]               |
| AIM Autosport                                                    | Ferrari 458 Italia GT3         | Ferrari 4.5 L V8       | 555 | Maurizio Mediani        | 2                      | [ 79 ]               |
| AIM Autosport                                                    | Ferrari 458 Italia GT3         | Ferrari 4.5 L V8       | 555 | Jeff Segal              | 2                      | [ 79 ]               |
| AIM Autosport                                                    | Ferrari 458 Italia GT3         | Ferrari 4.5 L V8       | 555 | Conrad Grunewald        | 13                     | [ 79 ]               |
| Estados Unidos                                                   | Alex Job Racing                |                        |     |                         |                        |                      |
| Estados Unidos                                                   | Team Seattle / Alex Job Racing |                        |     |                         |                        |                      |

#### Drivers (Top 10)
João Barbosa and Christian Fittipaldi won the championship at Petit Le Mans.
| Pos. | Pilotos               | DAY | SEB | LBH | LGA | BEL | WGL | MOS | IMS | ELK | AUS | ATL | Points |
| ---- | --------------------- | --- | --- | --- | --- | --- | --- | --- | --- | --- | --- | --- | ------ |
| 1    | João Barbosa          | 1   | 3   | 3   | 4   | 6   | 3   | 4   | 1   | 1   | 3   | 2   | 349    |
| 1    | Christian Fittipaldi  | 1   | 3   | 3   | 4   | 6   | 3   | 4   | 1   | 1   | 3   | 2   | 349    |
| 2    | Jordan Taylor         | 2   | 7   | 2   | 2   | 1   | 5   | 3   | 4   | 10  | 7   | 1   | 330    |
| 2    | Ricky Taylor          | 2   | 7   | 2   | 2   | 1   | 5   | 3   | 4   | 10  | 7   | 1   | 330    |
| 3    | Richard Westbrook     | 4   | 10  | 5   | 5   | 2   | 1   | 2   | 3   | 4   | 6   | 7   | 318    |
| 3    | Michael Valiante      | 4   | 10  | 5   | 5   | 2   | 1   | 2   | 3   | 4   | 6   | 7   | 318    |
| 4    | Scott Pruett          | 11  | 1   | 1   | 3   | 11  | 8   | 9   | 2   | 7   | 1   | 3   | 317    |
| 5    | Gustavo Yacamán       | 6   | 4   | 4   | 8   | 3   | 2   | 1   | 8   | 11  | 2   | 9†  | 287    |
| 6    | Memo Rojas            | 11  | 1   | 1   | 3   | 11  | 8   | 9   | 2†  | 7   | 1   | 3   | 285    |
| 7    | Oswaldo Negri, Jr.    | 12  | 9   | 9   | 10  | 4   | 7   | 5   | 6   | 2   | 5   | 6   | 281    |
| 7    | John Pew              | 12  | 9   | 9   | 10  | 4   | 7   | 5   | 6   | 2   | 5   | 6   | 281    |
| 8    | Johannes van Overbeek | 7   | 5   | 7   | 1   | 7   | 11  | 7   | 7   | 8   | 4   |     | 262    |
| 8    | Ed Brown              | 7   | 5   | 7   | 1   | 7   | 11  | 7   | 7   | 8   | 4   |     | 262    |
| 9    | Ryan Dalziel          | 15  | 2   | 6   | 11  | 5   | 10  | 8   | 5   | 3   |     |     | 228    |
| 9    | Scott Sharp           | 15  | 2   | 6   | 11  | 5   | 10  | 8   | 5   | 3   |     |     | 228    |
| 10   | Joel Miller           | 13  | 16  | 8   | 12  | 8   | 9   | 6   | 9   | 9   | 9   | 11† | 222    |

| Cor        | Resultado             |
| ---------- | --------------------- |
| Ouro       | Vencedor              |
| Prata      | 2.º lugar             |
| Bronze     | 3.º lugar             |
| Verde      | Terminou, nos pontos  |
| Azul       | Terminou, sem pontos  |
| Púrpura    | Ret – Retirou-se      |
| Vermelho   | NQ – Não qualificado  |
| Preto      | DSQ – Desqualificado  |
| Branco     | NL – Não largou       |
| Branco     | C – Corrida cancelada |
| Azul claro | AT – Apenas Treino    |
| Sem cor    | NP – Não participou   |
| Sem cor    | Les – Lesionado       |
| Sem cor    | EX – Excluído         |